# Echinodorus martii
Echinodorus martii е водно и аквариумно растение от род Ехинодорус със среден размер.

## Произход на името
Echinodorus – вж. ехинодорус; martii – на името на Carl Friedrich Philipp von Martius, германски ботаник с принос за описанието на бразилската флора.

## Описание
Емерсната форма е с височина до 25 cm, субмерсната форма достига до 60 cm. Емерсен лист: дръжка до 5 cm, с полукръгло сечение, петура с ланцетна форма, дължина до 20 cm, ширина до 5 cm, светлозелена. Субмерсен лист – значително по-голям: дръжка 5 – 20 cm, лист|петура тясна ланцетна, дължина до 40 cm, ширина 3 – 5 до 10 cm, светлозелена. 3 до 7 жилки на листа, петурата накъдрена по края.
Съцветията се развиват подводно и надводно, с малки дъщерни растения, до 10 разклонения, 6 – 15 цвята на разклонение. Цветовете са с диаметър 1,5 – 2 cm.

## Разпространение
Видът е разпространен в Източна Бразилия.

## Култивиране
Echinodorus martii е подходящ вид за отглеждане в аквариумни условия. За разлика от повечето видове от този род Е. martii не формира плаващи или надводни листа при подводно култивиране. Както повечето големи представители на Ехинодорус, Е. martii е непретенциозен към твърдостта и киселинността на водата. Подходящи са температури в обхвата 24 – 26 °C, богат грунт, силно осветление. Понякога след формирането на съцветия майчиното растение отмира.